# Tournoi final PSA World Series féminin 2018
Le Tournoi final PSA World Series féminin 2018 est l'édition féminine 2018 des finales de squash PSA World Series (dotation 160 000 $).
Les huit meilleures joueuses de la saison 2017-2018 (saison de septembre 2017 à mai 2018) sont qualifiées pour l'événement qui se déroule à Dubaï aux Émirats arabes unis du 6 au 10 juin 2018.
Nour El Sherbini remporte son premier titre face à Raneem El Weleily.

## Dotation
En 2018, la dotation est de 160 000 $, dotation identique au tableau masculin. Les points sont répartis suivant le tableau suivant :
| Tournoi | V        | F        | DF       | 3e groupe | 4e groupe |
| Prix    | 48 000 $ | 32 000 $ | 20 000 $ | 12 000 $  | 8 000 $   |

## Têtes de série
1. Nour El Sherbini (championne)
2. Raneem El Weleily (finale)
3. Nour El Tayeb (demi-finale)
4. Laura Massaro (1er tour)
5. Joelle King (1er tour)
6. Camille Serme (demi-finale)
7. Nouran Gohar (1er tour)
8. Sarah-Jane Perry (1er tour)

## Poules
| Nour El Sherbini | 12 | 11 | - | 10 | 7 | Joelle King  |
| Nour El Tayeb    | 11 | 11 | - | 5  | 4 | Nouran Gohar |

| Nour El Sherbini | 11 | 11 | - | 7 | 5  | Nour El Tayeb |
| Joelle King      | 11 | 14 | - | 8 | 12 | Nouran Gohar  |

| Nour El Sherbini | 11 | 11 |    | - |    | 5 | 5  | Nouran Gohar |
| Nour El Tayeb    | 7  | 11 | 13 | - | 11 | 7 | 11 | Joelle King  |

| Rang | Joueuse          | Match | G | P | Jeux |
| ---- | ---------------- | ----- | - | - | ---- |
| 1    | Nour El Sherbini | 3     | 3 | 0 | 6    |
| 2    | Nour El Tayeb    | 3     | 2 | 1 | 4    |
| 3    | Joelle King      | 3     | 1 | 2 | 3    |
| 4    | Nouran Gohar     | 3     | 0 | 3 | 0    |

| Sarah-Jane Perry  | 11 | 10 | 10 | - | 8 | 12 | 12 | Camille Serme |
| Raneem El Weleily | 11 | 9  | 8  | - | 8 | 11 | 11 | Laura Massaro |

| Sarah-Jane Perry  | 13 | 11 | 8  | - | 15 | 7 | 11 | Laura Massaro |
| Raneem El Weleily | 8  | 11 | 11 | - | 11 | 7 | 5  | Camille Serme |

| Laura Massaro    | 7 | 5 |  | - | 11 | 11 |  | Camille Serme     |
| Sarah-Jane Perry | 6 | 9 |  | - | 11 | 11 |  | Raneem El Weleily |

| Rang | Joueuse           | Match | G | P | Jeux |
| ---- | ----------------- | ----- | - | - | ---- |
| 1    | Raneem El Weleily | 3     | 2 | 1 | 5    |
| 2    | Camille Serme     | 3     | 2 | 1 | 5    |
| 3    | Laura Massaro     | 3     | 2 | 1 | 4    |
| 4    | Sarah-Jane Perry  | 3     | 0 | 3 | 2    |

## Tableaux et résultats
|  | Demi-finales | Demi-finales      | Demi-finales      | Demi-finales | Demi-finales | Demi-finales | Demi-finales |                  |    | Finale | Finale | Finale | Finale | Finale | Finale | Finale |
|  |              |                   |                   |              |              |              |              |                  |    |        |        |        |        |        |        |        |
|  | 1            | Nour El Sherbini  | 11                | 9            | 11           |              |              |                  |    |        |        |        |        |        |        |        |
|  | 6            | Camille Serme     | 7                 | 11           | 8            |              |              |                  |    |        |        |        |        |        |        |        |
|  | 6            | Camille Serme     | 7                 | 11           | 8            |              | 1            | Nour El Sherbini | 11 | 9      | 11     | 11     |        |        |        |        |
|  |              |                   |                   |              |              |              |              | Nour El Sherbini | 11 | 9      | 11     | 11     |        |        |        |        |
|  |              | 2                 | Raneem El Weleily | 5            | 11           | 8            | 5            |                  |    |        |        |        |        |        |        |        |
|  | 3            | 2                 | Raneem El Weleily | 5            | 11           | 8            | 5            | Nour El Tayeb    | 7  | 9      |        |        |        |        |        |        |
|  | 3            |                   |                   |              |              |              |              | Nour El Tayeb    | 7  | 9      |        |        |        |        |        |        |
|  | 2            | Raneem El Weleily | 11                | 11           |              |              |              |                  |    |        |        |        |        |        |        |        |